# Carcinella sigei
La carcinella (Carcinella sigei) è un mammifero estinto, appartenente al sottordine degli apatoteri. Visse tra l'Eocene medio e l'Eocene superiore (circa 42 - 35 milioni di anni fa) e i suoi resti fossili sono stati ritrovati in Europa.

## Descrizione
Questo animale è noto per un cranio quasi completo, lungo poco più di tre centimetri. Dal raffronto con i fossili di animali simili noti per resti più completi, come Apatemys, si suppone che Carcinella fosse vagamente simile a uno scoiattolo. Carcinella era caratterizzato da molari superiori privi di conuli e di ipocono (tranne il primo, che possedeva un piccolissimo ipocono). Le dimensioni di Carcinella erano inferiori a quelle di Apatemys e di Heterohyus, ma anche a quelle dell'enigmatico Aethomylus, dal quale si differenziava soprattutto per il parastilo del secondo molare superiore posizionato più buccalmente e per la presenza di una fossa aperta al posto della postprotocrista.
Una scansione della cavità cefalica di Carcinella indica che questo animale possedeva turbinati nasali molto sviluppati, una coclea dell'orecchio interno a due spire e, in generale, un cervello di grosse dimensioni rispetto a quello della maggior parte dei mammiferi di taglia simile.

## Classificazione
Carcinella è un membro degli apatoteri, un gruppo di mammiferi simili a roditori ma dalle parentele non ben definite. In particolare, Carcinella sembra essere una forma piuttosto derivata del gruppo.
Carcinella sigei venne descritto per la prima volta nel 2009, sulla base di un cranio fossile ritrovato nelle fosforiti di Quercy in Francia, presumibilmente risalenti all'Eocene medio-superiore.

## Paleoecologia
I turbinati sviluppati indicano che Carcinella era dotato di un olfatto sviluppato, mentre la coclea complessa indicava un ottimo udito. Carcinella era probabilmente un animale arboricolo, i cui grandi incisivi anteriori erano in grado di penetrare le corazze degli insetti o di rompere semi.